# Campeonato de Primera C 2005-06 (Argentina)
El Campeonato de Primera C 2005/06 fue la septuagésima segunda temporada de la categoría y la decimonovena de esta división como cuarta categoría del fútbol argentino. Fue disputado entre el 6 de agosto de 2005 y el 13 de mayo de 2006 por 20 equipos.
En este torneo se incorporaban Argentino de Rosario (descendido de la Primera B) y Fénix (campeón de la Primera D).
El campeón fue Deportivo Merlo, que ganó tanto la Fase inicial como la Fase final. El ganador del torneo reducido fue Excursionistas.
El descenso a Primera D correspondió a Argentino de Quilmes, último en la tabla de promedios.

## Ascensos y descensos
| Promedio | Descendido de la Primera C 2004-05 |
| -------- | ---------------------------------- |
| 20.°     | Ituzaingó                          |

| Posición | Ascendido de la Primera D 2004-05 |
| -------- | --------------------------------- |
| Campeón  | Fénix                             |

| Posición | Ascendido a la Primera B 2005-06 |
| -------- | -------------------------------- |
| Campeón  | Comunicaciones                   |

| Promedio | Descendidos de la Primera B 2004-05 |
| -------- | ----------------------------------- |
| 21.º     | Argentino de Rosario                |

## Equipos participantes
| Equipo                | Ciudad         | Estadio                    | Capacidad |
| --------------------- | -------------- | -------------------------- | --------- |
| Acassuso              | Boulogne       | La Quema                   | 800       |
| Argentino (M)         | Merlo          | Argentino de Merlo         | 11.000    |
| Argentino de Quilmes  | Quilmes        | Argentino de Quilmes       | 7000      |
| Argentino (R)         | Rosario        | José Martín Olaeta         | 6800      |
| Barracas Bolívar      | Bolívar        | Municipal de Bolívar       | 4000      |
| Barracas Central      | Buenos Aires   | Barracas Central           | 4400      |
| Cañuelas              | Cañuelas       | Jorge Alfredo Arín         | 1500      |
| Colegiales            | Munro          | Libertarios Unidos         | 6000      |
| Deportivo Merlo       | Merlo          | José Manuel Moreno         | 7500      |
| Dock Sud              | Dock Sud       | De Los Inmigrantes         | 9500      |
| Excursionistas        | Buenos Aires   | Excursionistas             | 7200      |
| Fénix                 | Pilar          | Carlos Barraza             | 6000      |
| General Lamadrid      | Buenos Aires   | Enrique Sexto              | 3500      |
| Justo José de Urquiza | Loma Hermosa   | Ramón Roque Martín         | 2500      |
| Luján                 | Luján          | Municipal de Luján         | 2000      |
| Sacachispas           | Buenos Aires   | Roberto Larrosa            | 4000      |
| San Martín            | Burzaco        | Francisco Boga             | 5000      |
| San Miguel            | Los Polvorines | Malvinas Argentinas        | 11.000    |
| Villa Dálmine         | Campana        | Coliseo de Mitre y Puccini | 12.000    |
| Villa San Carlos      | Berisso        | Genacio Sálice             | 4000      |

|  |

### Distribución geográfica de los equipos
| Región                                   | Cant. | Equipos |
| ---------------------------------------- | ----- | --- |
| Conurbano bonaerense                     | 10    | Acassuso, Argentino de Merlo, Argentino de Quilmes, Colegiales, Deportivo Merlo, Dock Sud, Fénix, Justo José de Urquiza, San Martín (B) y San Miguel |
| Ciudad de Buenos Aires                   | 4     | Barracas Central, Excursionistas, General Lamadrid y Sacachispas                                                                                     |
| Interior de la provincia de Buenos Aires | 4     | Barracas Bolívar, Cañuelas, Luján y Villa Dálmine |
| Gran La Plata                            | 1     | Villa San Carlos |
| Ciudad de Rosario                        | 1     | Argentino |

## Formato

### Competición
Se disputaron dos torneos llamados Fase Inicial y Fase Final. En el primero de ellos, los 20 equipos se enfrentaron todos contra todos. mientras que en el segundo fueron divididos en dos zonas de 10 equipos denominadas Zona Par y Zona Impar. 

### Ascensos
Si el ganador de la Fase Inicial ganaba además su zona de la Fase Final, sería el campeón y obtendría el ascenso directo, lo que finalmente terminó ocurriendo. A su vez, el equipo que ganó la otra zona clasificó directamente a las semifinales del Torneo reducido mientras que los seis equipos mejor ubicados en la tabla de posiciones final, a excepción del campeón y el ganador de la zona restante, clasificaron a los cuartos de final del mismo. El ganador disputó una Promoción contra un equipo de la Primera B.

### Descensos
El promedio se calculó con los puntos obtenidos en la fase regular de los torneos de 2003-04, 2004-05 y 2005-06. El equipo que ocupó el último lugar de la tabla de promedios descendió a la Primera D, mientras que el anteúltimo disputó una ´Promoción contra un equipo de dicha categoría.

## Fase Inicial

### Tabla de posiciones final
| Pos | Equipo               | Pts | PJ | PG | PE | PP | GF | GC | Dif |
| --- | -------------------- | --- | -- | -- | -- | -- | -- | -- | --- |
| 1º  | Deportivo Merlo      | 42  | 19 | 13 | 3  | 3  | 42 | 16 | 26  |
| 2º  | Luján                | 37  | 19 | 11 | 4  | 4  | 30 | 20 | 10  |
| 3º  | Colegiales           | 32  | 19 | 9  | 5  | 5  | 24 | 15 | 9   |
| 4º  | Argentino (M)        | 31  | 19 | 8  | 7  | 4  | 24 | 14 | 10  |
| 5º  | San Miguel           | 29  | 19 | 7  | 8  | 4  | 21 | 18 | 3   |
| 6º  | Barracas Bolívar     | 27  | 19 | 6  | 9  | 4  | 25 | 20 | 5   |
| 7º  | Sacachispas          | 27  | 19 | 6  | 9  | 4  | 22 | 20 | 2   |
| 8º  | Fénix                | 27  | 19 | 7  | 6  | 6  | 18 | 17 | 1   |
| 9º  | Excursionistas       | 26  | 19 | 6  | 8  | 5  | 27 | 20 | 7   |
| 10º | Acassuso             | 26  | 19 | 6  | 8  | 5  | 18 | 12 | 6   |
| 11º | Dock Sud             | 26  | 19 | 6  | 8  | 5  | 15 | 17 | -2  |
| 12º | J. J. Urquiza        | 23  | 19 | 5  | 8  | 6  | 18 | 19 | -1  |
| 13º | San Martín (B)       | 23  | 19 | 5  | 8  | 6  | 22 | 28 | -6  |
| 14º | Argentino (R)        | 22  | 19 | 4  | 10 | 5  | 19 | 18 | 1   |
| 15º | General Lamadrid     | 22  | 19 | 4  | 10 | 5  | 16 | 18 | -2  |
| 16º | Cañuelas             | 22  | 19 | 5  | 7  | 7  | 20 | 23 | -3  |
| 17º | Barracas Central     | 18  | 19 | 5  | 3  | 11 | 18 | 33 | -15 |
| 18º | Villa San Carlos     | 15  | 19 | 2  | 9  | 8  | 20 | 34 | -14 |
| 19º | Villa Dálmine        | 15  | 19 | 3  | 6  | 10 | 13 | 31 | -18 |
| 20º | Argentino de Quilmes | 9   | 19 | 1  | 6  | 12 | 11 | 30 | -19 |

|  | Ganador de la Fase Inicial. |

|  |

## Fase Final

### Tabla de posiciones Zona Impar
| Pos | Equipo           | Pts | PJ | PG | PE | PP | GF | GC | Dif |
| --- | ---------------- | --- | -- | -- | -- | -- | -- | -- | --- |
| 1º  | Deportivo Merlo  | 19  | 9  | 6  | 1  | 2  | 22 | 14 | 8   |
| 2º  | Excursionistas   | 17  | 9  | 5  | 2  | 2  | 14 | 10 | 4   |
| 3º  | Villa Dálmine    | 17  | 9  | 5  | 2  | 2  | 13 | 10 | 3   |
| 4º  | Sacachispas      | 15  | 9  | 4  | 3  | 2  | 19 | 15 | 4   |
| 5º  | Barracas Central | 14  | 9  | 4  | 2  | 3  | 13 | 11 | 2   |
| 6º  | San Martín (B)   | 11  | 9  | 2  | 5  | 2  | 15 | 16 | -1  |
| 7º  | Dock Sud         | 10  | 9  | 2  | 4  | 3  | 9  | 7  | 2   |
| 8º  | General Lamadrid | 8   | 9  | 2  | 2  | 5  | 13 | 17 | -4  |
| 9º  | Colegiales       | 7   | 9  | 2  | 1  | 6  | 10 | 14 | -4  |
| 10º | San Miguel       | 5   | 9  | 1  | 2  | 6  | 5  | 19 | -14 |

|  | Ganador de la Zona Impar. |

|  |

### Tabla de posiciones Zona Par
| Pos | Equipo               | Pts | PJ | PG | PE | PP | GF | GC | Dif |
| --- | -------------------- | --- | -- | -- | -- | -- | -- | -- | --- |
| 1º  | Argentino (R)        | 21  | 9  | 6  | 3  | 0  | 20 | 9  | 11  |
| 2º  | Barracas Bolívar     | 19  | 9  | 6  | 1  | 2  | 15 | 6  | 9   |
| 3º  | Luján                | 16  | 9  | 5  | 1  | 3  | 15 | 14 | 1   |
| 4º  | Fénix                | 15  | 9  | 4  | 3  | 2  | 14 | 9  | 5   |
| 5º  | Acassuso             | 12  | 9  | 3  | 3  | 3  | 11 | 12 | -1  |
| 6º  | Cañuelas             | 11  | 9  | 3  | 2  | 4  | 13 | 19 | -6  |
| 7º  | Argentino de Quilmes | 10  | 9  | 3  | 1  | 5  | 11 | 13 | -2  |
| 8º  | Argentino (M)        | 8   | 9  | 2  | 2  | 5  | 11 | 14 | -3  |
| 9º  | Villa San Carlos     | 7   | 9  | 2  | 1  | 6  | 11 | 17 | -6  |
| 10º | J. J. Urquiza        | 7   | 9  | 2  | 1  | 6  | 7  | 15 | -8  |

|  | Ganador de la Zona Par. |

|  |

## Tabla de posiciones final del campeonato
| Pos | Equipo               | Pts | PJ | PG | PE | PP | GF | GC | Dif |
| --- | -------------------- | --- | -- | -- | -- | -- | -- | -- | --- |
| 1º  | Deportivo Merlo      | 61  | 28 | 19 | 4  | 5  | 64 | 30 | 34  |
| 2º  | Luján                | 53  | 28 | 16 | 5  | 7  | 45 | 34 | 11  |
| 3º  | Barracas Bolívar     | 46  | 28 | 12 | 10 | 6  | 40 | 26 | 14  |
| 4º  | Argentino (R)        | 43  | 28 | 10 | 13 | 5  | 39 | 27 | 12  |
| 5º  | Excursionistas       | 43  | 28 | 11 | 10 | 7  | 41 | 30 | 11  |
| 6º  | Sacachispas          | 42  | 28 | 10 | 12 | 6  | 41 | 35 | 6   |
| 7º  | Fénix                | 42  | 28 | 11 | 9  | 8  | 32 | 26 | 6   |
| 8º  | Argentino (M)        | 39  | 28 | 10 | 9  | 9  | 35 | 28 | 7   |
| 9º  | Colegiales           | 39  | 28 | 11 | 6  | 11 | 34 | 29 | 5   |
| 10º | Acassuso             | 38  | 28 | 9  | 11 | 8  | 29 | 24 | 5   |
| 11º | Dock Sud             | 36  | 28 | 8  | 12 | 8  | 24 | 24 | 0   |
| 12º | San Martín (Burzaco) | 34  | 28 | 7  | 13 | 8  | 37 | 44 | -7  |
| 13º | San Miguel           | 34  | 28 | 8  | 10 | 10 | 26 | 37 | -11 |
| 14º | Cañuelas             | 33  | 28 | 8  | 9  | 11 | 33 | 42 | -9  |
| 15º | Barracas Central     | 32  | 28 | 9  | 5  | 14 | 31 | 44 | -13 |
| 16º | Villa Dálmine        | 32  | 28 | 8  | 8  | 12 | 26 | 41 | -15 |
| 17º | J. J. Urquiza        | 30  | 28 | 7  | 9  | 12 | 25 | 34 | -9  |
| 18º | General Lamadrid     | 30  | 28 | 6  | 12 | 10 | 29 | 35 | -6  |
| 19º | Villa San Carlos     | 22  | 28 | 4  | 10 | 14 | 31 | 51 | -20 |
| 20º | Argentino de Quilmes | 19  | 28 | 4  | 7  | 17 | 22 | 43 | -21 |

|  | Campeón tras ganar la Fase Inicial y su zona de la Fase Final.                  |
|  | Clasificados a los cuartos de final del Torneo reducido.                        |
|  | Clasificado a las semifinales del Torneo reducido por haber ganado la Zona Par. |

|  |

## Tabla de descenso
| Pos | Equipo               | PJ  | 2003/04 | 2004/05 | 2005/06 | Pts | Promedio |
| --- | -------------------- | --- | ------- | ------- | ------- | --- | -------- |
| 1º  | Argentino (R)        | 64  | 74      | -       | 43      | 117 | 1,828    |
| 2º  | Sacachispas          | 102 | 67      | 49      | 42      | 158 | 1,549    |
| 3º  | Deportivo Merlo      | 102 | 32      | 64      | 61      | 157 | 1,539    |
| 4º  | Barracas Central     | 102 | 76      | 46      | 32      | 154 | 1,509    |
| 5º  | Fénix                | 28  | -       | -       | 42      | 147 | 1,500    |
| 6º  | Argentino (M)        | 102 | 53      | 60      | 39      | 152 | 1,490    |
| 7º  | Villa Dálmine        | 102 | 58      | 62      | 32      | 152 | 1,490    |
| 8º  | Excursionistas       | 102 | 40      | 66      | 43      | 149 | 1,460    |
| 9º  | General Lamadrid     | 102 | 53      | 58      | 30      | 141 | 1,382    |
| 10º | Barracas Bolívar     | 66  | -       | 44      | 46      | 90  | 1,363    |
| 11º | Luján                | 102 | 50      | 35      | 53      | 138 | 1,353    |
| 12º | Colegiales           | 66  | -       | 50      | 39      | 89  | 1,348    |
| 13º | Acassuso             | 102 | 41      | 52      | 38      | 131 | 1,284    |
| 14º | Cañuelas             | 102 | 43      | 52      | 33      | 128 | 1,255    |
| 15º | J. J. Urquiza        | 102 | 49      | 46      | 30      | 125 | 1,225    |
| 16º | San Martín (Burzaco) | 102 | 46      | 42      | 34      | 122 | 1,196    |
| 17º | Dock Sud             | 102 | 49      | 34      | 36      | 119 | 1,167    |
| 18º | San Miguel           | 102 | 47      | 36      | 36      | 117 | 1,147    |
| 19º | Villa San Carlos     | 102 | 33      | 57      | 25      | 112 | 1,098    |
| 20º | Argentino de Quilmes | 66  | -       | 47      | 19      | 66  | 1,000    |

|  | Disputó la Promoción contra un equipo de la Primera D. |
|  | Descendió a la Primera D.                              |

## Torneo Reducido
Nota: Los equipos ubicados desde el 2º lugar hasta el 8º lugar, sumado al ganador de la Zona Par, participan del torneo reducido, el ganador participa de la promoción por el ascenso a la Primera B.
Nota: Los partidos son ida y vuelta con ventaja deportiva para el mejor ubicado en la tabla.
|  | Cuartos de final              | Cuartos de final              | Cuartos de final              |   |       | Semifinales                    | Semifinales                    | Semifinales                    |  |  | Final                       | Final                       | Final                       |
|  | del 8 de abril al 15 de abril | del 8 de abril al 15 de abril | del 8 de abril al 15 de abril |   |       | del 22 de abril al 29 de abril | del 22 de abril al 29 de abril | del 22 de abril al 29 de abril |  |  | del 6 de mayo al 13 de mayo | del 6 de mayo al 13 de mayo | del 6 de mayo al 13 de mayo |
|  |                               |                               |                               |   |       |                                |                                |                                |  |  |                             |                             |                             |
|  | Argentino (R)                 |                               |                               |   |       |                                |                                |                                |  |  |                             |                             |                             |
|  |                               |                               |                               |   |       |                                |                                |                                |  |  |                             |                             |                             |
|  |                               | Argentino (R)                 | 6                             | 3 |       |                                |                                |                                |  |  |                             |                             |                             |
|  |                               |                               |                               | 3 |       |                                |                                |                                |  |  |                             |                             |                             |
|  |                               | Barracas Bolívar              | 1                             | 0 |       |                                |                                |                                |  |  |                             |                             |                             |
|  | Barracas Bolívar              | Barracas Bolívar              | 1                             | 0 | 1     | 0                              |                                |                                |  |  |                             |                             |                             |
|  | Barracas Bolívar              |                               |                               |   | 1     | 0                              |                                |                                |  |  |                             |                             |                             |
|  | Fénix                         | 1                             | 0                             |   |       |                                |                                |                                |  |  |                             |                             |                             |
|  |                               |                               |                               |   |       |                                |                                |                                |  |  | Argentino (R)               | 0                           | 0                           |
|  |                               |                               | Excursionistas                | 2 | 4     |                                |                                |                                |  |  |                             |                             |                             |
|  | Luján                         | 2                             | 1                             |   |       |                                |                                |                                |  |  |                             |                             |                             |
|  | Argentino (M)                 | 3                             | 0                             |   |       |                                |                                |                                |  |  |                             |                             |                             |
|  | Argentino (M)                 | 3                             | 0                             |   | Luján | 1                              | 2                              |                                |  |  |                             |                             |                             |
|  |                               |                               |                               |   | Luján | 1                              | 2                              |                                |  |  |                             |                             |                             |
|  |                               | Excursionistas                | 2                             | 2 |       |                                |                                |                                |  |  |                             |                             |                             |
|  | Excursionistas                | Excursionistas                | 2                             | 2 | 1     | 1                              |                                |                                |  |  |                             |                             |                             |
|  | Excursionistas                |                               |                               |   | 1     | 1                              |                                |                                |  |  |                             |                             |                             |
|  | Sacachispas                   | 1                             | 1                             |   |       |                                |                                |                                |  |  |                             |                             |                             |

## Promociones

### Primera D-Primera C
Esta promoción se definirá entre Villa San Carlos (penúltimo del promedio de la Primera C) y el campeón del torneo reducido de la Primera D Leandro N. Alem y se jugaron en partidos de ida y vuelta. Leandro N. Alem hizo de local en el primer partido de la llave, mientras que Villa San Carlos jugó de local, en el partido de vuelta de la llave.
| Leandro N. Alem                                              | 1 - 1 | Villa San Carlos | Juan Carlos Brieva        | 1 de junio | 15:00 |
| Villa San Carlos                                             | 1 - 1 | Leandro N. Alem  | Estadio Único de La Plata | 4 de junio | 15:00 |
| Villa San Carlos mantiene la categoría con un global de 2-2. |       |                  |                           |            |       |

### Primera C-Primera B Metropolitana
Esta promoción se definirá entre Cambaceres (penúltimo del promedio de la Primera B Metropolitana) y el campeón del torneo reducido de la Primera C Excursionistas y se jugaron en partidos de ida y vuelta. Excursionistas hizo de local en el primer partido de la llave, mientras que Cambaceres jugó de local, en el partido de vuelta de la llave.
| Excursionistas                                        | 1 - 0 | Cambaceres     | El coliseo del Bajo | 16 de junio | 15:00 |
| Cambaceres                                            | 3 - 1 | Excursionistas | 12 de Octubre       | 23 de junio | 15:00 |
| Cambaceres mantuvo la categoría con un global de 3-2. |       |                |                     |             |       |